# Gamasomorpha linzhiensis
Gamasomorpha linzhiensis là một loài nhện trong họ Oonopidae.
Loài này thuộc chi Gamasomorpha. Gamasomorpha linzhiensis được miêu tả năm 2001 bởi Hu.